# Lovčica-Trubín
Lovčica-Trubín és un poble i municipi d'Eslovàquia. Es troba a la regió de Banská Bystrica.

## Història
La primera menció escrita de la vila es remunta al 1488.

## Demografia
| Godina             | 1994 | 2004   | 2014   | 2024   |
| ------------------ | ---- | ------ | ------ | ------ |
| Nombre de persones | 1478 | 1497   | 1610   | 1567   |
| Diferència         |      | +1,28% | +7,54% | −2,67% |

| Godina             | 2023 | 2024   |
| ------------------ | ---- | ------ |
| Nombre de persones | 1571 | 1567   |
| Diferència         |      | −0,25% |